# Konferenca v Kairu
Konferenca v Kairu (kodno ime SEXTANT) je bilo visoko zavezniško srečanje, ki je potekalo med 22. in 26. novembrom 1943 v Kairu.
Srečanja so se udeležili Franklin D. Roosevelt (ZDA), Winston Churchill (Združeno kraljestvo) in Čang Kaj-Šek (Republika Kitajska), medtem ko je Josip Visarijonovič Džugašvili zavrnil povabilo, ker bi njegova udeležba (zaradi Čang Kajška) povečala napetosti med Sovjetsko zvezo in Japonskim imperijem.
Na srečanju so sprejeli Kairsko deklaracijo, s katero so ponovili svoj namen boja do japonske vdaje ter se zavezali k ozemeljskim spremembam po koncu vojne:
- Japonska bo izgubila vsa ozemlja, pridobljena od leta 1914,
- kitajska ozemlja, ki jih je okupirala Japonska, bodo vrnjena Republiki Kitajski in
- ustanovljena bo samostojna in neodvisna Koreja.